# 佩塔尔·拉特科夫
佩塔尔·拉特科夫（2003年8月18日—），塞尔维亚职业足球运动员，司职中锋，效力于奥地利足球超级联赛萨尔茨堡红牛。